# Louisiana State University Women's Volleyball
La Louisiana State University Women's Volleyball è la squadra pallavolo femminile appartenente alla Louisiana State University, con sede a Baton Rouge (Louisiana): milita nella Southeastern Conference della NCAA Division I.

## Storia
Il programma di pallavolo femminile della Louisiana State University viene fondato nel 1974. I primi allenatori delle Tigers sono Jinks Coleman e Gerry Owens, in carica rispettivamente per tre e quattro anni. Nel 1981 la squadra viene affiliata alla NCAA Division I e affidata a Ruth Nelson, sostituita nel 1985 da Scott Luster: nei tredici anni della sua gestione, oltre alla vittoria di quattro titoli della Southeastern Conference, la Louisiana State centra le prime qualificazioni alla post-season, partecipandovi sei volte e spingendosi in due occasioni fino alle Sweet Sixteenn e in una fino alle finali regionali, mentre nei tornei del 1990 e 1991 raggiunge per due volte le Final 4, eliminata in semifinale rispettivamente dalle future campionesse della UC Los Angeles e dalla CSU Long Beach; si aggiudica inoltre il primo trofeo della propria storia grazie al successo al NIVC 1993. 
Dal 1998 al timone delle Tigers arriva Fran Flory, che centra un altro titolo della Southeastern Conference e nove partecipazioni al torneo NCAA, senza mai andare oltre il secondo turno.

## Palmarès
- NIVC: 1

1993

## Record
| Piazzamento          |    | Edizione                                                |
| -------------------- | -- | ------------------------------------------------------- |
| Tornei NCAA          | 16 | Semifinali: 2 1990, 1991                                |
| Tornei NCAA          | 16 | Elite Eight: 1 1986                                     |
| Tornei NCAA          | 16 | Sweet Sixteen: 2 1989, 1992                             |
| Tornei NCAA          | 16 | Secondo turno: 5 2007, 2009, 2013, 2014, 2022           |
| Tornei NCAA          | 16 | Primo turno: 6 1987, 2005, 2006, 2008, 2010, 2017       |
| Titoli di conference | 5  | Southeastern Conference: 5 1986, 1989, 1990, 1991, 2009 |

## Conference
- Southeastern Conference: 1982-

## All-America

### First Team
- Monique Adams (1990, 1991)
- Angela Miller (1992)
- Brittnee Cooper (2009)
- Briana Holman (2014)

### Second Team
- Wendy Stammer (1986)
- Daniele Reis (1990, 1991, 1992)
- Angela Miller (1991)

## Allenatori
- Jinks Coleman: 1974-1976
- Gerry Owens: 1977-1980
- Ruth Nelson: 1981-1984
- Scott Luster: 1985-1997
- Fran Flory: 1998-